# 下議院
下议院或众议院，是两院制国家或自治地區议会的議院之一。在民主國家，众议院的议员人数大多按各地人口比例的多少來分配的。众议院在各國稱謂各有不同：例如英國、加拿大所稱“平民院”（英語：House of Commons），美國、澳大利亞所設置的「眾議院」（英語：House of Representatives），荷蘭所稱“第二院”（荷蘭語：Tweede Kamer），法国所称“国民議会”（法語：Assemblée nationale），許多前殖民地的“立法議會”（英語：Legislative Assembly）等。由於眾議院席位一般是按照人口比例分配的，因此在一些國家稱之為“人民院”（英語：The People's House），例如印度眾議院。

## 簡介
大多數民主國家中下议院的权力要比上议院大。历史上，歐洲和其他國家和地區最早出現的「下议院」，都是为了讓民意基礎相對較廣泛的平民階級擁有決定國家發展方向的權利，由於這個傳統，目前世界各国的下议院，不論是一院制發展出的下议院，還是原本就按两院制設計的議會的下议院，都有幾個共通的特點：
- 形式上是地位較低的議院，因此是“下议院”
- 選民基礎廣泛並遵循選票價值均等、全民直选等民主價值原則，而上议院的推選方式則用來代表其他價值原則，例如聯邦制國家各州（省）在上议院議席數相等，體現地方主義，或上议院用世襲、任命等方法產生。
- 由于选举方式较符合民主原则，因此较能代表民意，通常是權力較大，国家的财政和税收问题都是由下议院决定，大部分內閣制國家的内阁组成、政府首腦（總理或首相）的人選，也是多由下议院决定。美國若未能夠選出總統時，由眾议院按州結果決定。
- 議員數目一般比上议院多，這樣既反映了對民主原則的尊重，也在实质上反映下议院的權力較大，而且在有兩院合議制度的國家，可以確保較民主產生的下议院在合議表決時保持多數。不過，委任產生的英國上議院議員人數多過英國下議院。英國下議院早年並非直接民選，代表資產階级，农民及工人階級並無選舉权，直至19世紀中期才逐步擴大選舉權至今日情況，用來节制代表英國王室，英國國教會，貴族或保守勢力的英國上议院的权力。

## 各国众议院或下议院
下列國家議會的下議院，在中文经常被称作“众议院”或“下议院”，均為兩院制：
| 國家／地區     | 議會                       |
| -------------- | -------------------------- |
| 英国           | 英国下议院                 |
| 加拿大         | 加拿大眾議院               |
| 安地卡及巴布達 | 安提瓜和巴布达议会         |
|                | 澳大利亞眾議院             |
| 白俄羅斯       | 白俄羅斯眾議院             |
| 俄羅斯         | 俄羅斯國家杜馬             |
|                | 伯利茲眾議院               |
|                | 波斯尼亞和黑塞哥維那代表院 |
| 哥伦比亚       | 哥倫比亞眾議院             |
| 斐济           | 斐濟眾議院                 |
| 印度           | 印度眾議院                 |
| 牙买加         | 牙買加眾議院               |
| 日本           | 日本眾議院                 |
| 利比里亚       | 利比里亞眾議院             |
| 马来西亚       | 马来西亚下议院             |
| 馬爾他         | 馬耳他眾議院               |
| 尼泊尔         | 尼泊爾眾議院               |
| 荷蘭           | 荷蘭第二院                 |
| 奈及利亞       | 尼日利亞眾議院             |
| 菲律賓         | 菲律賓眾議院               |
| 波多黎各       | 波多黎各眾議院             |
| 索馬利蘭       | 索馬里蘭眾議院             |
| 泰國           | 泰國眾議院                 |
| 千里達及托巴哥 | 特立尼達和多巴哥眾議院     |
| 美国           | 美国众议院                 |
| 海地           | 海地眾議院                 |
| 阿根廷         | 国家众议院                 |

下列國家中眾議院實際為一院制中唯一議會：
| 國家／地區 | 議會           |
| ---------- | -------------- |
| 賽普勒斯   | 塞浦路斯眾議院 |
| 馬爾他     | 馬耳他眾議院   |
| 新西兰     | 紐西蘭眾議院   |
| 葉門       | 也門眾議院     |
| 冰島       | 冰島議會       |

下列國家中眾議院正式名稱不為眾議院或下議院：
| 國家／地區 | 議會           |
| ---------- | -------------- |
| 印度       | 印度人民院     |
| 柬埔寨     | 柬埔寨国民议会 |